# این زن حقش را می‌خواهد
این زن حقش را می‌خواهد فیلمی به کارگردانی محسن توکلی، نویسندگی بابک کایدان و تهیه‌کنندگی ناصر شعبانی محصول سال ۱۳۹۴ است.
این فیلم در ۲۴ مهر ۱۳۹۵ در سینماهای ایران اکران شده‌است.

## خلاصه داستان
این فیلم داستان پایداری یک زن را روایت می‌کند که سعی درگرفتن حق قانونی اش از طریق مراجع قضایی برای قصاص فردی که او را مضروب کرده دارد.

## بازیگران
| بازیگر        | نقش        |
| ------------- | ---------- |
| میترا حجار    | فرزانه     |
| افسانه پاکرو  | سحر        |
| لعیا زنگنه    | سارا       |
| کامران تفتی   | بهرام      |
| مینا جعفرزاده | کوکب       |
| روشنک عجمیان  | اویسی      |
| رسول توکلی    | قاضی       |
| رضا آشتیانی   | پدر فرزانه |
| مرتضی رحیمی   | صادق       |